# Hajdu Miklós (jogász)
Hajdu Miklós, született Honig Miksa (Gölle, 1879. január 28. – Tel-Litwinsky (Ramat-Gan), Izrael, 1956. január) magyar jogász, újságíró, író, lapszerkesztő.

## Élete
Honig Adolf kereskedő és Krausz Mária fia. Alap- és középfokú tanulmányait Dombóváron, Kaposváron és Bonyhádon végezte. Már egyetemista korában, 1897-től kezdve hírlapíróként dolgozott. Előbb a Budapesti Napló belső munkatársa, majd 1904-től 1921-ig A Nap című napilap társszerkesztője, később felelős szerkesztője volt. Közben munkatársa az Új Idők című irodalmi lapnak és segédszerkesztője a Magyar Színpad című napilapnak, ezenkívül szerkesztett különböző közgazdasági lapokat és számos közleménye jelent meg felekezeti lapokban. 1921-től a Magyar Tudakozódó Egylet vezérigazgatója volt. A legelsők közé tartozott, akik a magyar újságírást új formákkal gazdagították. A zsidó életről írt novelláit és rajzait a stílus nemessége jellemzi. A zsidó közéletben mint a Pesti Izraelita Hitközség elöljáró-helyettese tevékenykedett, de tagja volt az Országos Magyar Izraelita Közművelődési Egyesület és az Izraelita Magyar Irodalmi Társulat igazgatótanácsának és a Pesti Chevra Kadisa képviselőtestületének is. 1939-ben a fasizmus elől kivándorolt Palesztinába, ahol megalapította az Értesítő Tel Aviv című lapot. 1941 és 1945 között a Hitáchdut Olé Hungária elnöke volt, majd később díszelnöke.
Házastársa Reiner Margit (1886–?) volt, Reiner Adolf dombóvári kereskedő és Altstädter Regina lánya, akit 1906. október 21-én Dombóváron vett nőül.

## Művei
- A hitelértesítés, a kereskedelmi tudakozódás szervezete és jogrendje (1903)
- Menyegző után (1904)
- A hadnagy úr házasodik (1904)
- Képek és rajzok (Budapest, 1907)
- Derű szárnyán (Budapest, 1911)
- A horogi cölöp (1911)
- Konfesszionális vizeken (1912)
- Gileád: vallomások, elbeszélések (Budapest, 1914)
- Mit akarunk? (1916)
- Tegnap és ma (1922)
- A Magyar Tudakozódó Egylet jelentései (1922–1926)
- Zsellérek vagyunk (Budapest, 1929)
- Útravaló Kol Nidré előtt (Budapest, 1930)

## Emlékezete
- A göllei könyvtár falán 1999-ben emléktáblát avattak születése 120. évfordulója alkalmából.